# Rabbit RX83
O Rabbit RX83 foi um obscuro computador doméstico produzido pela empresa Rabbit Computer de Hong Kong, e que chegou a ser apresentado na edição de 1983 do Consumer Electronics Show. Pouco mais se sabe sobre a máquina que, à semelhança do brasileiro MC-1000 da CCE, que parece ter derivado do GEM 1000, um microcomputador belga de baixo custo "para crianças a partir de 5 anos", produzido em Taiwan pela GEM International Corporation.

## História
O RX83 foi apresentado (ou lançado?) num mercado já saturado de máquinas baratas e com recursos sofríveis e bastante similares. Mesmo com o preço atraente de US$ 99, não chegou a despertar maiores atenções. O fato de não ser um "clone" de uma linha de 8 bits conhecida (Apple, TRS-80 ou mesmo Sinclair) certamente não contribuiu para sua popularidade.
Além do design pobre e "teclado chiclete", o RX83 dispunha de uma RAM de apenas 2 KiB (pequena, mesmo pelos padrões de 1983). Como na linha Sinclair, os comandos do BASIC eram digitados acionando-se uma única tecla; além disso, não havia letras minúsculas.

## Características
| UCP           | Zilog Z80A em 3,57 MHz                                                 |
| RAM           | 2 KiB—64 KiB (máxima)                                                  |
| ROM           | 8 KiB?                                                                 |
| Teclado       | "chiclete", 50 teclas                                                  |
| Display       | Motorola MC6847P, texto (32x16, 2 cores) e gráfico (256x192, 2 cores). |
| Som           | General Instruments PSG AY-3-8910, 3 vozes, ruído branco               |
| Portas        | interface de gravador cassete, saída para TV, conector de joystick     |
| Armazenamento | fita magnética em 1200 bps                                             |